# Jesus (álbum de Gabriela Rocha)
Jesus  é o álbum de estreia da cantora brasileira Gabriela Rocha. São 12 canções produzidas pelo cantor Thalles, que também é compositor de diversas canções do álbum.

## Faixas
| N.º            | Título                            | Compositor(es)           | Duração |  |
| 1.             | "Cuida de Mim"                    | Thalles Roberto          | 04:54   |  |
| 2.             | "Unção de Deus"                   | Thalles Roberto          | 03:31   |  |
| 3.             | "Eu Sou Teu"                      | Felipe Cruz              | 04:37   |  |
| 4.             | "Jesus"                           | Thalles Roberto          | 06:44   |  |
| 5.             | "Não Há Nada Mais Doce"           | Thalles Roberto          | 04:23   |  |
| 6.             | "Reconhecemos"                    | Thalles Roberto          | 05:32   |  |
| 7.             | "Creio Que Tu És a Cura (Healer)" | Mike Guglielmucci        | 04:59   |  |
| 8.             | "Morreu na Cruz"                  | Thalles Roberto          | 03:21   |  |
| 9.             | "Nada Além de Ti"                 | Thalles Roberto          | 05:04   |  |
| 10.            | "Estás Comigo (You Are for Me)"   | Kari Jobe                | 04:39   |  |
| 11.            | "Casa do Pai"                     | Thalles Roberto          | 05:02   |  |
| 12.            | "Conversa de Filho"               | Leandro de Abreu Moreira | 03:42   |  |
| Duração total: | Duração total:                    | Duração total:           | 55:28   |  |